# Furacão Felix (1995)
O Furacão Felix causou erosão severa nas praias ao longo da costa leste dos Estados Unidos em 19 de agosto de 1995. O sétimo ciclone tropical, a sexta tempestade nomeada e o terceiro furacão da temporada de furacões no Atlântico de 1995, Felix se desenvolveu a partir de uma onda tropical no leste do Oceano Atlântico em 8 de agosto Embora inicialmente uma depressão tropical, ela se fortaleceu em Tempestade Tropical Felix mais tarde naquele dia. A intensificação foi lenta, com Félix atingindo o status de furacão em 11 de agosto Em condições favoráveis, Felix começou a se aprofundar rapidamente enquanto fazia uma curva para noroeste. No final de 12 de agosto, Felix atingiu o pico como uma categoria low-end 4 furacões. No entanto, logo enfraqueceu rapidamente para uma furacão categoria 1. Menos de três dias depois, Felix passou apenas 75 mi (120 km) a sudeste das Bermudas. Embora também representasse uma ameaça para a costa leste dos Estados Unidos, Felix curvou-se para o norte e depois para o leste-nordeste enquanto permanecia offshore, evitando assim o landfall. Félix ameaçou novamente as Bermudas por um breve período, mas enfraqueceu com uma tempestade tropical e voltou para o nordeste em 20 de agosto Acelerou para leste-nordeste e passou uma curta distância da costa da Terra Nova, onde Felix fez a transição para uma tempestade extratropical em 22 de agosto
Grandes ondas em Porto Rico causaram pequenas inundações costeiras em Cataño. Ventos com a força de um furacão nas Bermudas derrubaram árvores e linhas de energia, que deixaram 20.000 pessoas sem poder. O surf violento na ilha danificou alguns barcos e hotéis. Além disso, a passagem de Félix adiou as Bermudas de 1995 referendo de independência. Grandes ondas produzidas pela tempestade afetaram quase toda a costa leste dos Estados Unidos. Em Nova York, duas casas foram destruídas pelos Hamptons e dois barcos viraram no Maine. Ao passar a sudeste de Newfoundland, Felix produziu chuvas moderadas e grandes ondas em toda a ilha, embora os danos tenham sido mínimos. Ao todo, Felix causou nove mortes devido a afogamento ao longo da costa de Rhode Island, Nova Jersey e Carolina do Norte. A tempestade causou aproximadamente US $ 2,5 milhões (1995 USD) em danos nas Bermudas, enquanto o mar agitado produziu cerca de US $ 132.000 em perdas ao longo da costa dos Estados Unidos.

## História meteorológica
Uma onda tropical saiu da costa oeste da África em 6 de agosto, e rapidamente mostrou sinais de desenvolvimento de circulação. Após um aumento na convecção, ou tempestades, o National Hurricane Center (NHC) classificou o sistema como Depressão Tropical Sete às 0000 UTC em 8 de agosto, cerca de 740 km (460 mi) oeste-sudoeste das ilhas de Cabo Verde. Com uma forte crista ao norte, a depressão nascente moveu-se geralmente para oeste-noroeste, e a combinação de condições favoráveis de nível superior e temperaturas quentes da superfície do mar permitiu uma intensificação gradual. Cerca de 18 horas depois que a depressão se formou, o NHC a atualizou para a tempestade tropical Felix.  Em 9 de agosto, a tempestade havia desenvolvido uma grande área de convecção com fluxo associado. Depois de continuar a se intensificar lentamente, Felix se tornou um furacão no início de 11 de agosto cerca de 925 km (575 mi) leste das Pequenas Antilhas.
Logo depois de se tornar um furacão, Felix desenvolveu um olho bem definido quando Hurricane Hunters começou a investigar a tempestade. Começando em 1200 UTC em 11 de agosto, o furacão começou a se aprofundar rapidamente, e no dia seguinte, paredes dos olhos concêntricas foram observadas, indicativas de uma forte tempestade. Em 12 de agosto, os Hurricane Hunters observaram ventos de nível de voo de 164 mph (264 km/h), sugerindo ventos de superfície de pico de 140 mph (220 km/h). Naquela época, Felix estava localizado ao norte das Pequenas Antilhas, movendo-se para o norte-noroeste devido a um estreitamento que enfraquecia o cume. Após o pico dos ventos, Felix enfraqueceu devido ao forte cisalhamento do vento e seu ciclo de substituição da parede do olho.  O olho ficou indistinto e abriu em 13 de agosto, e tornou-se um furacão mínimo em 14 de agosto com um amplo núcleo interno. No final de 14 de agosto, o furacão Félix virou mais para oeste-noroeste, depois que a depressão que o havia trazido para o norte se dividiu em duas partes de energia, uma se movendo para o sul e a outra para o nordeste. Em 15 de agosto, o furacão passou cerca de 75 mi (120 km) ao sul de Bermuda, e uma crista de construção foi antecipada para permitir que Felix continuasse sua trajetória em direção à Carolina do Norte.
Começando em 15 de agosto, o NHC começou previsão de que o furacão faria a terra firme na Outer Banks da Carolina do Norte em dois dias. No início de 16 de agosto, o olho tornou-se mais bem definido, embora a característica diminuísse em poucas horas, e o NHC estava prestes a rebaixar Felix à condição de tempestade tropical. Uma quebra no cume permitiu a Felix virar para o norte, trazendo cerca de 150 mi (250 km) a leste de Outer Banks. Uma depressão que se aproximava transformou o furacão em uma deriva de nordeste, e havia uma incerteza inicial se Felix faria uma volta para o oeste ou recurvaria para o nordeste. Durante este tempo, o sistema permaneceu um furacão mínimo, mantendo um grande olho de cerca de 60 a 80 milhas (95 a 130 km) de diâmetro, mas com convecção fraca devido ao ar mais frio. Depois que o vale que virou Félix para o leste-nordeste o contornou para o norte, o furacão virou para o sudeste, executando um pequeno loop enquanto a noroeste das Bermudas. Em 20 de agosto, Felix enfraqueceu abaixo da intensidade do furacão pela primeira vez em nove dias, devido às águas mais frias e ao aumento do cisalhamento do vento.  Naquela época, a convecção foi removida do centro, e outro vale trouxe a tempestade para o nordeste. Ao passar a leste de Newfoundland em 22 de agosto, Felix tornou-se extratropical. Os remanescentes continuaram para o nordeste, eventualmente passando ao norte do Reino Unido em 25 de agosto.

## Preparativos
Enquanto Felix estava perto do pico de intensidade em 12 de agosto, funcionários das Bermudas emitiram um alerta de furacão para a ilha. Um alerta de tempestade tropical foi adicionado no dia seguinte, que foi atualizado para um alerta de furacão em 14 de agosto Os avisos foram rebaixados para aviso de tempestade tropical e posteriormente interrompidos após o furacão contornar a ilha. Um alerta de tempestade tropical foi emitido posteriormente para as Bermudas em 19 de agosto no final da duração do Felix, quando estava à deriva na costa leste dos Estados Unidos. A ameaça de tempestade causou o cancelamento de voos de ida e volta para a ilha.
As previsões iniciais previam um landfall em Outer Banks da Carolina do Norte, com ventos de 100 mph (160 km/h); entretanto, essas previsões foram feitas com grande incerteza. Enquanto Felix ainda estava perto das Bermudas em 15 de agosto, o NHC emitiu avisos de furacão para o leste dos Estados Unidos, de Little River, na Carolina do Sul, a Chincoteague, na Virgínia, incluindo Pamlico Sound, Albemarle Sound e porções ao sul da Baía de Chesapeake. Avisos de tempestade tropical também foram emitidos de Chincoteague para perto de Manasquan, New Jersey, incluindo as baías de Chesapeake e Delaware. Os relógios e avisos permaneceram no local até 18 de agosto Apesar da falta de aterrissagem, o NHC considerou os relógios e avisos adequados devido à pista projetada.
A ameaça da tempestade fez com que as autoridades emitissem ordens de evacuação para Outer Banks da Carolina do Norte, e cerca de 200.000 pessoas deixaram a cadeia de ilhas, incluindo 125.000 em Dare County. As ordens de evacuação foram canceladas e os abrigos foram fechados conforme a tempestade se afastava. A perda de receita do turismo foi estimada em $ 1,2 milhões apenas no condado de Currituck, e a perda de receita para as empresas nos Outer Banks foi estimada em $ 4 milhões (1995 USD) por dia durante as evacuações. Algumas pessoas em Virginia Beach, Virginia, também evacuaram voluntariamente.  A tempestade atrasou a busca pelos restos mortais do navio a vapor USS Monitor da Guerra Civil na costa da Carolina do Norte. A Marinha dos Estados Unidos transferiu navios da Base Naval de Norfolk para águas abertas para evitar danos ao longo das docas causados pelas ondas altas. O então governador da Virgínia, George Allen, declarou estado de emergência devido à ameaça do furacão.

## Impacto

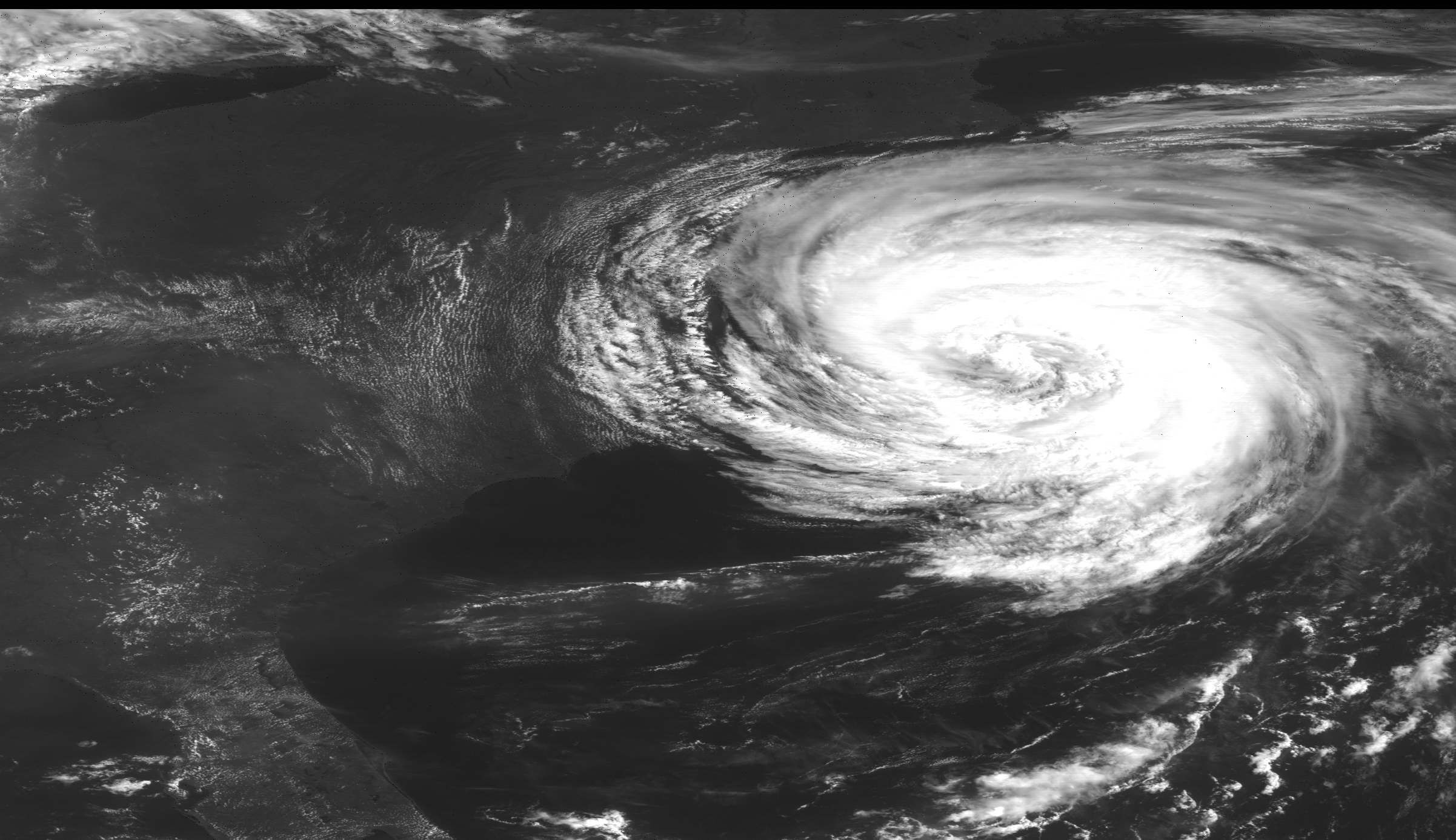
Felix na costa da Carolina do Norte

Embora Felix não tenha aterrissado, sua grande circulação criou grandes ondas em grande parte do oceano Atlântico ocidental. Em Porto Rico, 8 to 12 ft (2.4 to 3.7 m) ondas causaram pequenas inundações costeiras em Cataño.
Ao passar ao sul das Bermudas, Felix produziu ventos sustentados de 63 mph (102 km/h) com rajadas de até 80 mph (129 km/h). Os ventos foram fortes o suficiente para derrubar árvores e deixar 20.000 pessoas sem energia, embora a maioria das interrupções tenha sido restaurada rapidamente.  O serviço de televisão também foi interrompido. A tempestade também destruiu alguns barcos de pesca e danificou hotéis ao longo da costa sul da ilha, onde as ondas altas e prolongadas causaram considerável erosão nas praias. A calçada que conecta a Ilha de St. David com o continente sofreu alguns danos, contribuindo para um prejuízo estimado de US $ 2,5 milhões nas Bermudas. A passagem do furacão adiou a votação programada para a independência das Bermudas.
Enquanto estava offshore no leste dos Estados Unidos, o furacão Felix gerou fortes ondas e correntes que causaram inundações costeiras generalizadas e erosão das praias, alcançando o sul até a Geórgia e o norte até Maine. Na Carolina do Norte, as ondas altas inundaram as ondas altas cobriram a Rodovia 12 da Carolina do Norte durante as marés altas, e três pessoas morreram. Felix passou perto o suficiente do estado para produzir rajadas de vento de 43 mph (68 mph) em Buxton,  que causou pequenos danos à propriedade,  estimado em $ 57.000 (1995 USD). Em algumas partes da Carolina do Norte, a tempestade aumentou as praias devido ao deslocamento de areia, incluindo Long Beach, que cresceu 5 ft (1.5 m). Praias ao longo de Outer Banks e Virginia estiveram fechadas por vários dias,  e cerca de 200 pessoas precisaram de resgate em New Hanover County, Carolina do Norte O Serviço Nacional de Meteorologia de Wakefield, na Virgínia, comparou os efeitos da tempestade a "um forte inverno ", com poucos danos no sudeste da Virgínia. Nos meses após a tempestade, a nutrição da praia ocorreu ao longo de Outer Banks para reparar as costas erodidas,  enquanto em Virginia Beach.
O fluxo terrestre do furacão interrompeu uma onda de calor em Delaware e Maryland, enquanto as ondas fortes causaram erosão e fechamento de praias. Várias pessoas ficaram feridas em New Jersey pelas ondas fortes e mais de 150 pessoas precisaram de resgate em Cape May. Ondas de 10 ft (3.0 m) em Atlantic City forçou as praias a fecharem pela primeira vez desde o furacão Gloria em 1985, e as praias foram fechadas em toda a região por cerca de cinco dias. Houve pequenas enchentes de maré no estado devido às marés astronomicamente baixas, embora uma extensa erosão da praia tenha ocorrido após uma semana de ondas fortes; em Ocean City, a tempestade erodiu cerca de 240 ft (73 m) de praias, deixando para trás 10 ft (3.0 m) falésias.  Cinco pessoas morreram afogadas no estado devido às fortes ondas. Ainda no mar, Felix produziu rajadas de vento de 36 mph (57 km/h) em Atlantic City. Em Fire Island, em Nova York, as ondas levaram duas casas. Em Rhode Island, 6 to 10 ft (1.8 to 3.0 m) ondas derrubaram um barco ao longo do rio Sakonnet, matando um passageiro. Ao longo de Martha's Vineyard, em Massachusetts, as ondas chegaram a 15 ft (4.6 m), e várias praias foram fechadas em todo o estado. No Maine, na Ilha Bailey, uma mulher precisou ser resgatada após ser arrastada por uma onda, que ficou hipotérmica e ferida devido a cortes. Dois lagosteiros afundaram no estado, sendo que um ocupante precisou ser resgatado e o outro nadou em terra. Os danos aos barcos totalizaram $ 75.000 (1995 USD).
Enquanto o furacão Felix estava passando pela costa do leste dos Estados Unidos, ele produziu ondas de 26 ft (8 m) ao longo da costa da Nova Escócia em um dia ensolarado. Praias foram fechadas. As bóias perto da costa de Newfoundland registraram alturas de onda de 49 ft (15 m), enquanto as bóias mais longe da costa relataram alturas de onda de 82 ft (27,5 m). As bandas de chuva externas da tempestade causaram chuvas leves, com pico em torno de 3,43 mm (87 mm) no norte de Newfoundland. Ao largo da costa de Caithness, na Escócia, as ondas dos remanescentes de Felix submergiram uma estação de energia das ondas experimental, danificando-a ainda mais depois que ondas anteriores danificaram o sistema.